# Яворник (село)
Яворник (укр. Явірник) — село в Зелёнской сельской общине Верховинского района Ивано-Франковской области Украины.
Население по переписи 2001 года составляло 294 человека. Занимает площадь 10 км². Почтовый индекс — 78730. Телефонный код — 3432.